# Sure he's a cat
Sure he's a cat is een single van The Cats die werd uitgebracht in 1967. Het nummer staat tevens op de eerste lp van de band, Cats as cats can.
Sure he's a cat was nog geen eigen nummer en viel ook nog niet in de muziekstijl waarmee The Cats hun grootste successen behaalde, door Joost den Draaijer geïntroduceerd als de palingsound. Het nummer is geschreven door het duo Roger Greenaway en Roger Cook dat al meerdere nummers voor The Cats had geschreven, en het nummer werd oorspronkelijk opgenomen door The Merseys in het Verenigd Koninkrijk en uitgebracht op het Fontana Records label in juni 1967 met als titel "The Cat". Van de hand van Greenaway en Cook verschenen naast Sure he's a cat drie andere nummers op de lp Cats as cats can.
Without your love, staat op de B-kant van de single, feitelijk aangeduid met AA-kant. Dit is een gezamenlijk nummer van Mel Andy en Cees Veerman.
De videoclip is opgenomen te Volendam, onder andere aan de Meerzijde.

## Hitnotering

### Nederlandse Top 40
| Positie: | 31 | 23 | 20 | 25 | 17 | 14 | 12 | 16 | 21 | 25 | 35 | 32 | 40 | uit |

### NederlandseDaverende 30
| Positie: | 20 | 13 | 11 | 8 | 14 | 19 | uit |

### NPO Radio 2 Top 2000
| Nummer met noteringen in de NPO Radio 2 Top 2000 | '99  | '00-'02 | '03  | '04  | '05  | '06  | '07 | '08  | '09  | '10  |
| ------------------------------------------------ | ---- | ------- | ---- | ---- | ---- | ---- | --- | ---- | ---- | ---- |
| Sure he's a cat                                  | 1629 | -       | 1945 | 1710 | 1794 | 1985 | -   | 1987 | 1907 | 1904 |

1. ↑  Een '-' betekent dat het nummer niet was genoteerd en een vetgedrukt getal geeft de hoogste notering aan.
2. ↑  Deze tabel is bijgewerkt tot en met de laatste editie (2024).

### Evergreen Top 1000
| Evergreen Top 1000 | Evergreen Top 1000 | Evergreen Top 1000 | Evergreen Top 1000 | Evergreen Top 1000 | Evergreen Top 1000 | Evergreen Top 1000 | Evergreen Top 1000 | Evergreen Top 1000 | Evergreen Top 1000 | Evergreen Top 1000 | Evergreen Top 1000 | Evergreen Top 1000 | Evergreen Top 1000 | Evergreen Top 1000 | Evergreen Top 1000 | Evergreen Top 1000 |
| Jaar               | 2008               | 2009               | 2010               | 2011               | 2012               | 2013               | 2014               | 2015               | 2016               | 2017               | 2018               | 2019               | 2020               | 2021               | 2022               | 2023               |
| ------------------ | ------------------ | ------------------ | ------------------ | ------------------ | ------------------ | ------------------ | ------------------ | ------------------ | ------------------ | ------------------ | ------------------ | ------------------ | ------------------ | ------------------ | ------------------ | ------------------ |
| Positie            | 826                | 522                | 514                | 514                | 537                | 447                | 397                | 209                | 732                | 633                | 325                | 206                | 301                | 332                | 293                | 239                |